# San Carlos Park
San Carlos Park is een plaats (census-designated place) in de Amerikaanse staat Florida, en valt bestuurlijk gezien onder Lee County.

## Demografie
Bij de volkstelling in 2000 werd het aantal inwoners vastgesteld op 16.317.

## Geografie
Volgens het United States Census Bureau beslaat de plaats een oppervlakte van
13,1 km², waarvan 12,6 km² land en 0,5 km² water.

## Plaatsen in de nabije omgeving
De onderstaande figuur toont nabijgelegen plaatsen in een straal van 16 km rond San Carlos Park.